# 70 de la Verge b
70 de la Verge b, també anomenat HD 117176 b, HR 5072 b, o Goldilocks, és un planeta extrasolar que orbita al voltant de l'estrella subgegant groga 70 Virginis. Està situat a aproximadament 59.1 anys llum de distància a la Terra, i, com indica el nom del seu estel segons la denominació de Flamsteed, forma part de la constel·lació de la Verge. Forma part d'un sistema planetari, de moment, sense cap planeta més llevat d'aquest, encara que, hi ha un cinturó d'asteroides, situat estimadament a 3,4 ua de 70 Virginis.

## Descobriment
Aquest planeta extrasolar va ser descobert als Estats Units, per Geoffrey Marcy i R. Paul Butler, i, com la majoria dels exoplanetes, va ser torbat mitjançant la tècnica de la velocitat radial, és a dir, mesurant la influència gravitacional del planeta en el seu estel. A causa del fet que, va ser detectat el 17 de gener de 1996, és un dels primers planetes detectat fora del sistema solar.

## Característiques
HR 5072 b, té una massa aproximadament de 7.49 masses jovianes, cosa que és equivalent a 2390,1016 masses terrestres, una mida desproporcionada si la comparem amb la d'altres planetes, de dins i fora del sistema solar. Encara que la massa d'un cos no està gaire relacionat amb la seva grandària, podria ser que aquest cos no fos gaire més gran que Júpiter, però que estigués compost per gasos molt densos.
S'ha calculat que el seu semieix major mesura aproximadament 0.484 ua, cosa que és el mateix que 72 milions de quilòmetres, no gaire semblant a cap cos relativament "famós" del sistema solar. El seu període orbital, és estimadament de 116.6884 dies terrestres, cosa que és igual a 0,3195 anys terrestres, i, la seva excentricitat orbital, d'aproximadament 0.4007, més o menys, la meitat que la del primer planeta del sistema solar, Mercuri.